# Башкирь (Кировская область)
Башкирь — деревня в Орловском районе Кировской области. Входит в состав Орловского сельского поселения.

## География
Расположена на расстоянии примерно 4 км по прямой на запад от райцентра города Орлова.

## История
Известна с 1678 года как починок Москвитинской с 1 двором, в 1763 23 жителя, в 1802 (Москвитинский 2-й) 6 дворов. В 1873 году здесь (Москвитинский 1-й или Башкеры) дворов 9 и жителей 61, в 1905 (Москвитинский 2-й или Башкер) 5 и 47, в 1926 (деревня Башкар или Москвитинский 2-й) 13 и 77, в 1989 3 жителя. Настоящее название утвердилось с 1978 года. С 2006 по 2011 год входила в состав Подгороднего сельского поселения. Ныне имеет дачный характер.

## Население
Постоянное население составляло 2 человека (русские 100%) в 2002 году, 0 в 2010.